# Histoire (roman)
Pour les articles homonymes, voir Histoire (homonymie).
Histoire est un roman de Claude Simon publié en 1967 aux éditions de Minuit et ayant reçu la même année le prix Médicis.

## Résumé
Le livre mêle, en un collage narratif, la grande Histoire (la guerre d'Espagne, la défaite de 1940 auxquelles Simon participa en acteur ou témoin) et celle du narrateur, sa mère mourante, sa grand-mère « affublée d'un maquillage ridicule dont elle enluminait maladroitement son visage raviné », les cartes postales que le père, en poste dans les colonies, écrivait à la mère durant leurs longues fiançailles, cartes qui sont « comme un défi à la mobilité du temps » et autant d'appels à la mémoire, au souvenir.
Un acacia tutélaire qui tremble devant la fenêtre de l'auteur, ouvre le roman en une métaphore où les feuilles ne sont pas sans rappeler celles sur lesquelles l'écrivain commence son œuvre d'autant qu'elle tremblent comme des plumes, renvoyant à celle de l'auteur qui court sur le papier : « l'une d'elles touchait presque la maison et l'été quand je travaillais tard dans la nuit assis devant la fenêtre ouverte, je pouvais la voir ou du moins ses derniers rameaux éclairés par la lampe avec leurs feuilles semblables à des plumes palpitant faiblement sur le fond de ténèbres, les folioles ovales teintées d'un vert cru irréel par la lumière électrique remuant par moments comme des aigrettes comme animées soudain d'un mouvement propre ».
Ce premier chapitre de l'un des livres phare du Nouveau roman décrit, selon L'Acacia, l'un des derniers romans de Simon, le moment où, après s'être échappé d'un camp de prisonniers de guerre, il arrive chez lui et se met à écrire. L'Acacia se termine là où Histoire commence et Simon ne craint pas de s'autoplagier : « Un soir, il s'assit à sa table devant une feuille de papier blanc. C'était le printemps maintenant. La fenêtre de la chambre était ouverte sur la nuit tiède. L'une des branches du grand acacia qui poussait dans le jardin touchait presque le mur et il pouvait voir les plus proches rameaux éclairés par la lampe, avec leurs feuilles semblables à des plumes palpitant faiblement sur le fond de ténèbres, les folioles ovales teintées d'un vert cru par la lumière électrique remuant par moments comme des aigrettes, comme animées soudain d'un mouvement propre, comme si l'arbre tout entier se réveillait, s'ébrouait, se secouait, après quoi tout s'apaisait et elles reprenaient leur immobilité. »
Si le livre commence avec la naissance de l'écriture, il se termine symboliquement avec le début de la vie embryonnaire de l'auteur : « la femme penchant son mystérieux buste de chair blanche enveloppé de dentelles ce sein qui déjà peut-être me portait dans son ténébreux tabernacle sorte de têtard gélatineux lové sur lui-même avec ses deux énormes yeux sa tête de ver à soie sa bouche sans dents son front cartilagineux d'insecte, moi ?... »

## Éditions
- Histoire, Les Éditions de Minuit, 1967.